# نیوهولند (ایلینوی)
نیوهولند (به انگلیسی: New Holland) یک روستا در ایالات متحده آمریکا است که در ایلینوی واقع شده‌است. نیوهولند ۰٫۷۴ کیلومتر مربع مساحت و ۲۶۹ نفر جمعیت دارد و ۱۶۹٫۱۷ متر بالاتر از سطح دریا واقع شده‌است.